# الجيش القمري
الجيش القمري أو ( رسمياً القوات المسلحة القمرية) هو المؤسسة العسكرية النظامية في دولة جزر القمر. وهو جيش صغير دائم محترف. وتوفر معاهدة الدفاع الموقعة مع فرنسا مصادر الحماية البحرية للمياه الإقليمية وكذلك تدريب العسكريين القمريين وأيضًا المراقبة الجوية. وتحتفظ فرنسا بقوة عسكرية صغيرة في جزر القمر وتضعها تحت طلب الحكومة. كما تحتفظ فرنسا أيضًا بقاعدة بحرية صغيرة وفيلق أجنبي في مايوت.